# Jakow Popok
Jakow Abramowicz Popok (ur. 2 października 1894 w Chisławiczach w guberni smoleńskiej, zm. 28 lipca 1938) – radziecki polityk żydowskiego pochodzenia, I sekretarz KC Komunistycznej Partii (bolszewików) Turkmenistanu w latach 1930-1937.

## Życiorys
Od 1909 działacz SDPRR, był 3 razy aresztowany i dwa razy więziony, a raz skazany na zesłanie (1911-1914). 1915-1918 w rosyjskiej armii, 1917 przewodniczący komitetu SDPRR(b) w rodzinnej miejscowości, potem w Kałaczyńsku, 1917-1918 kierownik wydziału w komitecie wykonawczym Rady Moskiewskiej, 1918 szef wydziału pracy guberni jekaterynosławskiej, 1919 instruktor ludowego komisariatu pracy Ukraińskiej SRR, potem naczelnik wydziału politycznego oddziału dywizji i oddziału 2 Armii Konnej, 1921 członek Rady Wojskowo-Rewolucyjnej Północno-Kaukaskiego Okręgu Wojskowego, 1921-1922 kierownik wydziału organizacyjnego gubernialnego komitetu RKP(b) w Pskowie, 1922-1924 studiował w Komunistycznym Uniwersytecie im. Swierdłowa, 1924-1926 sekretarz odpowiedzialny okręgowego komitetu WKP(b) w Złatouście, 1926-1927 w Amurze, a 1927-1929 w Czycie, 1929-1930 w aparacie KC WKP(b). Od sierpnia 1930 do lipca 1937 członek Biura Politycznego i równocześnie I sekretarz KC Komunistycznej Partii (bolszewików) Turkmenistanu. Od 10 lutego 1934 do 21 kwietnia 1938 członek Centralnej Komisji Rewizyjnej KC WKP(b), od 26 lipca 1937 do 26 kwietnia 1938 I sekretarz Komitetu Obwodowego WKP(b) Niemców Nadwołżańskich. 20 grudnia 1935 odznaczony Orderem Lenina. 21 kwietnia 1938 aresztowany, następnie rozstrzelany.